# Quyllurit'i

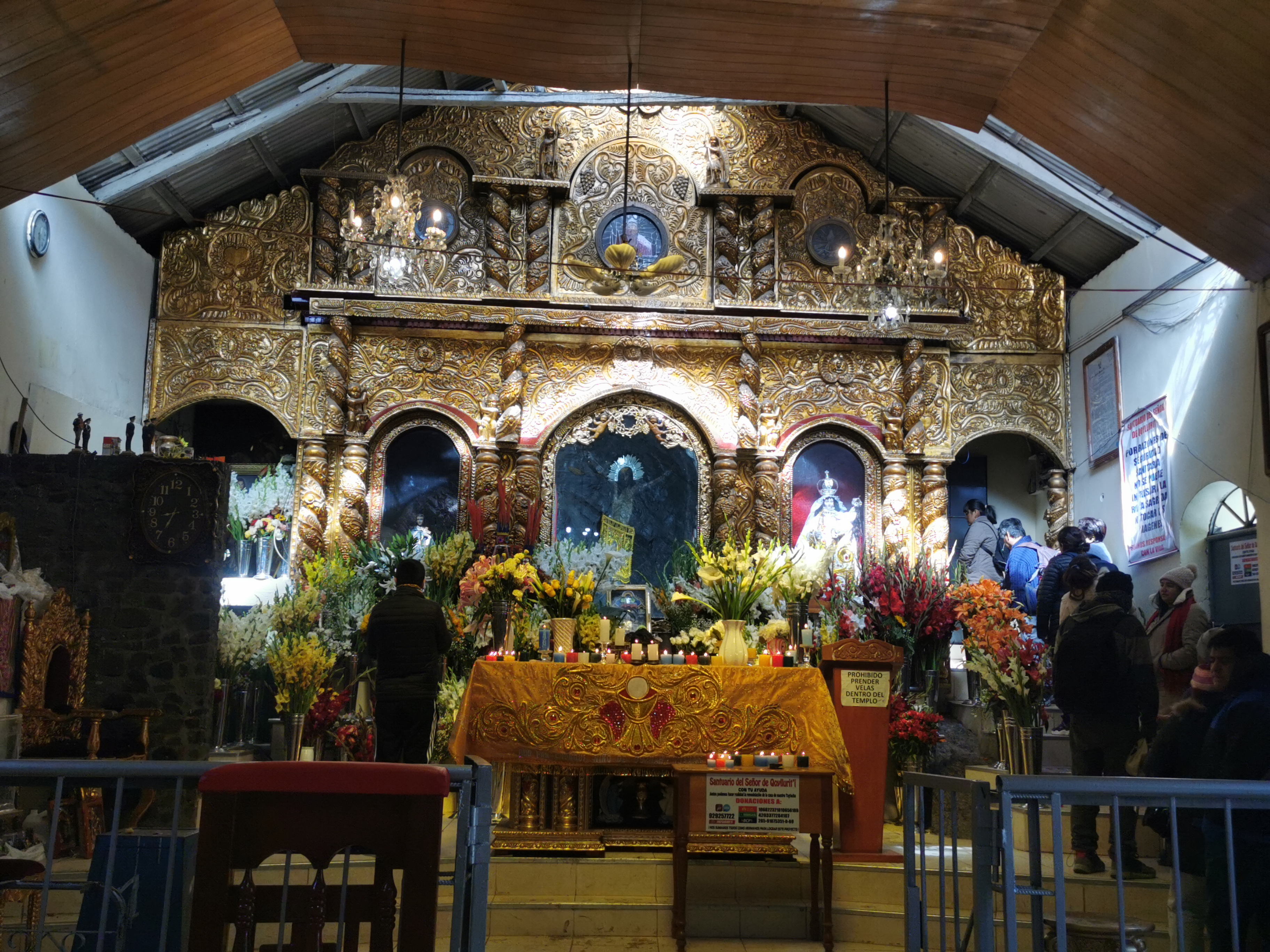
Altar del Sr. de Quyllurit'i

El Quyllur Rit'i o Quyllurit'i, más comúnmente escrito como Qoyllur Rit'i o Qoyllurit'i (en quechua cuzqueño pronunciado [qoj.ʎoˈɾɪ.tʼɪ] 'nieve de la estrella' o 'nieve blanca brillante') es una festividad religiosa peruana que se desarrolla en las faldas del nevado Ausangate en la localidad de Mahuayani, ubicada en el distrito de Ocongate, en la provincia de Quispicanchi, departamento del Cuzco. Convoca anualmente la participación de gran cantidad de devotos de diversas naciones indígenas en uno de los mayores eventos religiosos de la Sierra del sur del país.
Esta festividad y el santuario del Quyllur Rit'i fueron declarados patrimonio cultural de la nación el 10 de agosto de 2004. Posteriormente el 27 de noviembre de 2011 la Unesco inscribió a la «Peregrinación al santuario del Señor de Qoyllur Rit'i» como integrante de la Lista Representativa del Patrimonio Cultural Inmaterial de la Humanidad.

## Nombre
El nombre de la festividad se escribe en la ortografía quechua normativa como <Quyllur Rit'i> o <Quyllurit'i>, con u en vez de o. Sin embargo, en el quechua cuzqueño aún es común ver el alfabeto pentavocálico, usado anteriormente, y por ende es más común la grafía <Qoyllur Rit'i> o <Qoyllurit'i>, con o, puesto que se trata de una festividad cuzqueña.
Hay dos interpretaciones del nombre de la festividad. El análisis más popular es la división en quyllur rit'i 'nieve de la estrella'. Sin embargo, también es posible dividir la palabra en quyllu rit'i 'nieve de color blanco brillante'. Cerrón-Palomino especula que la palabra quyllu, presente solo en los dialectos cuzqueño-collavinos, provendría del puquina.

## Origen
Hay varios registros sobre el origen de la festividad de Quyllurit'i. Se cree que es una celebración autóctona que en tiempos relativamente recientes pasó a sincretizarse con la religión católica. La siguiente es la versión oficial de la Iglesia, compilada por el cura del poblado de Ccatca entre los años 1928 y 1946.
En 1780 un niño mestizo llamado Manuel se le apareció a Mariano Mayta, un niño quechua que pastoreaba en las alturas del nevado Colquepunco. Ambos se hicieron buenos amigos. El padre de Mariano al enterarse de esto fue en busca de su hijo y quedó sorprendido al notar que su ganado había aumentado. Como recompensa mandó a Mariano a comprar ropa nueva para Manuel. Debido a que el tipo de tela que portaba Manuel era solamente usado por el obispo del Cuzco, se envió una comisión en búsqueda de este niño dirigida por el párroco de Ocongate. 
El sacerdote intentó atraparlo y cuando lo consiguió el niño se transformó en una imagen sobre la piedra que hoy en día se ve, Mariano murió de la impresión en ese mismo lugar y fue luego enterrado bajo una piedra, en donde Manuel fue visto por última vez.
La piedra bajo la cual se dice que fue enterrado Mariano atrajo a un gran número de devotos indígenas quienes le encendían velas. Para darle al lugar un velo cristiano, las autoridades religiosas ordenaron el pintado de una imagen de Cristo, más clara crucificado en la piedra. Esta imagen se empezó a conocer como el Señor de Quyllurit'i.

## Peregrinaje
El peregrinaje campesino-religioso se realiza tres días antes del Corpus Christi occidental. La festividad de Quyllur Rit'i reúne a más de 10 000 peregrinos cada año, muchos de ellos de comunidades rurales en áreas cercanas. Los campesinos asistentes se agrupan en dos naciones: Paucartambo y Quispicanchis. Esta división geográfica también refleja distinciones sociales y económicas ya que Paucartambo es una región agraria poblada por quechuas mientras que Quispicanchis es habitada por quechuas dedicados a la ganadería.
Las comunidades campesinas de ambas naciones emprenden un peregrinaje anual a la festividad de Quyllurit'i llevando cada una consigo una pequeña imagen de Cristo al santuario. Estas delegaciones incluyen un gran elenco de danzantes y músicos vestidos en cuatro estilos principales.

### El Camino de Peregrinaje

#### El camino
El camino más habitual hacia el Santuario inicia en inicia en la comunidad de Mahuayani. Este tiene una longitud de aproximadamente 8 km y tiene como dificultades la altitud del camino y el frío de la zona. Por esta razón, la gran mayoría de peregrinos decide subir hacia el santuario de madrugada. A lo largo del camino hay catorce cruces que son reverenciadas respetuosamente por los peregrinos. Estas cruces se incrementan progresivamente mientras más cercano se encuentra el Santuario.

#### La llegada al Santuario
La primera infraestructura de ingreso al entorno del Santuario se denomina Unu para o agua del señor. Posterior a este está Cruzpata, espacio delimitado por dos cruces que antiguamente eran apachetas. Finalmente se visualiza el templo, que tiene una plataforma y espacio más grande de baile frente a su puerta lateral y una explanada más pequeña precediendo el frontis de ingreso. 

#### El Santuario
El lugar central del Santuario es el templo. Hasta la década de 1990 era una pequeña capilla con paredes de adobe techada con paja. Actualmente, el templo ha sido remodelado y tiene muros de cemento y techo de planchas metálicas, constituyendo un espacio de treinta metros de longitud. El altar mayor está delante de la roca donde está representado Cristo Crucificado, y al pie de esta está enterrado Marianito Mayta. 

## Organización

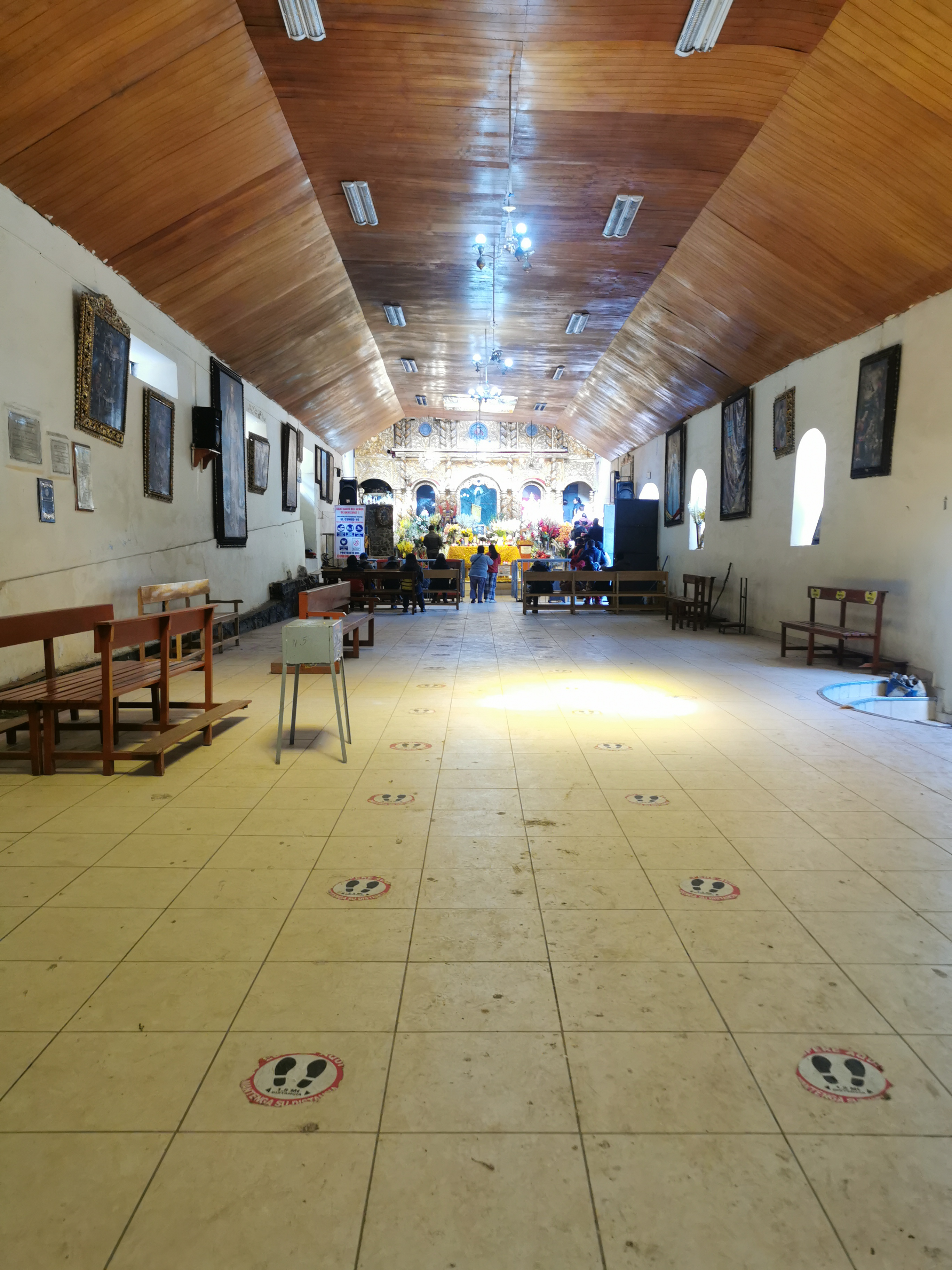
Vista interna del templo del Señor de Quyllurit'i. Es una nave de 30 metros de longitud.

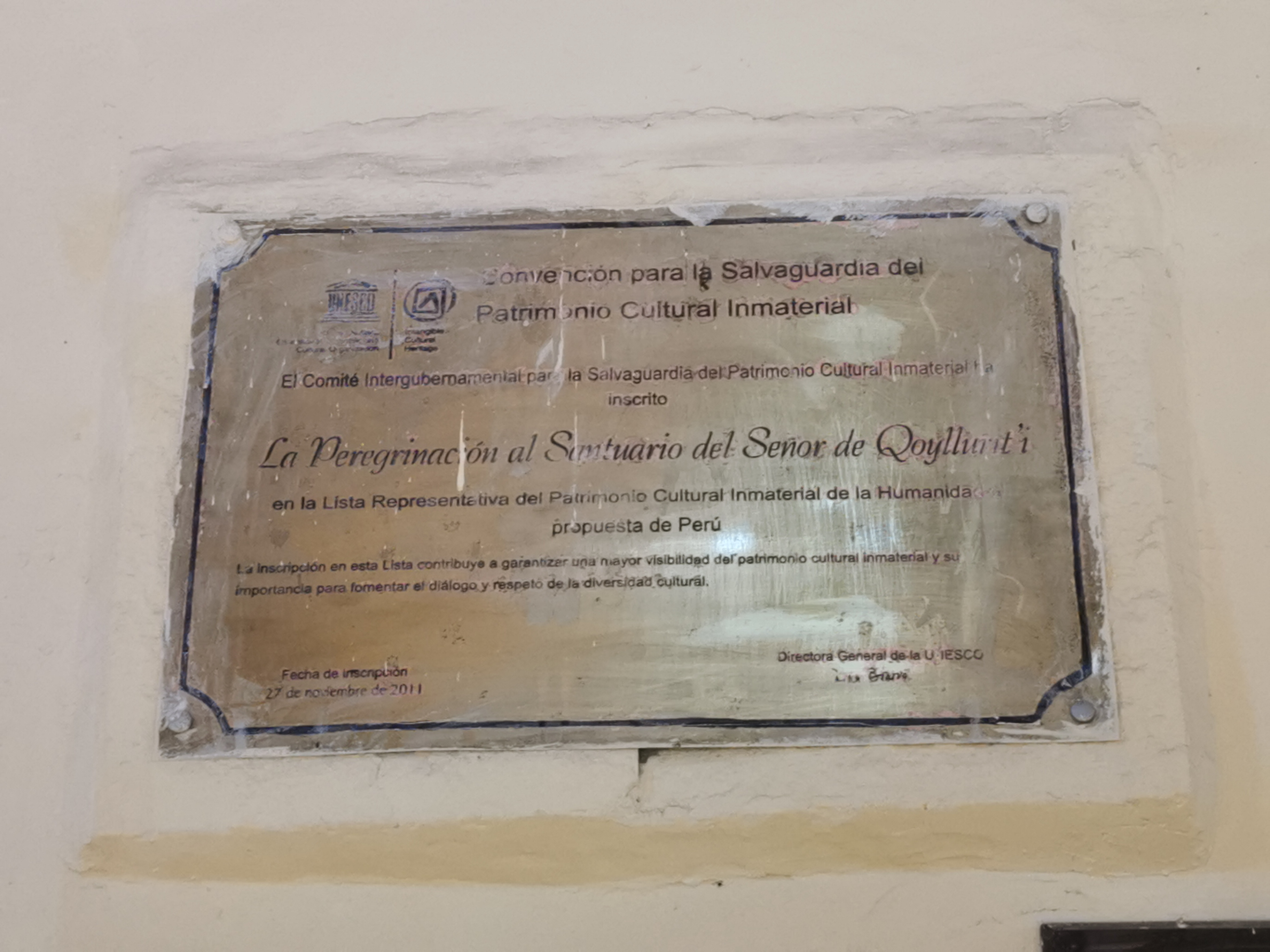
Placa conmemorativa en el templo de la inclusión en la Lista de Patrimonio Cultural Inmaterial de la Humanidad de la UNESCO.

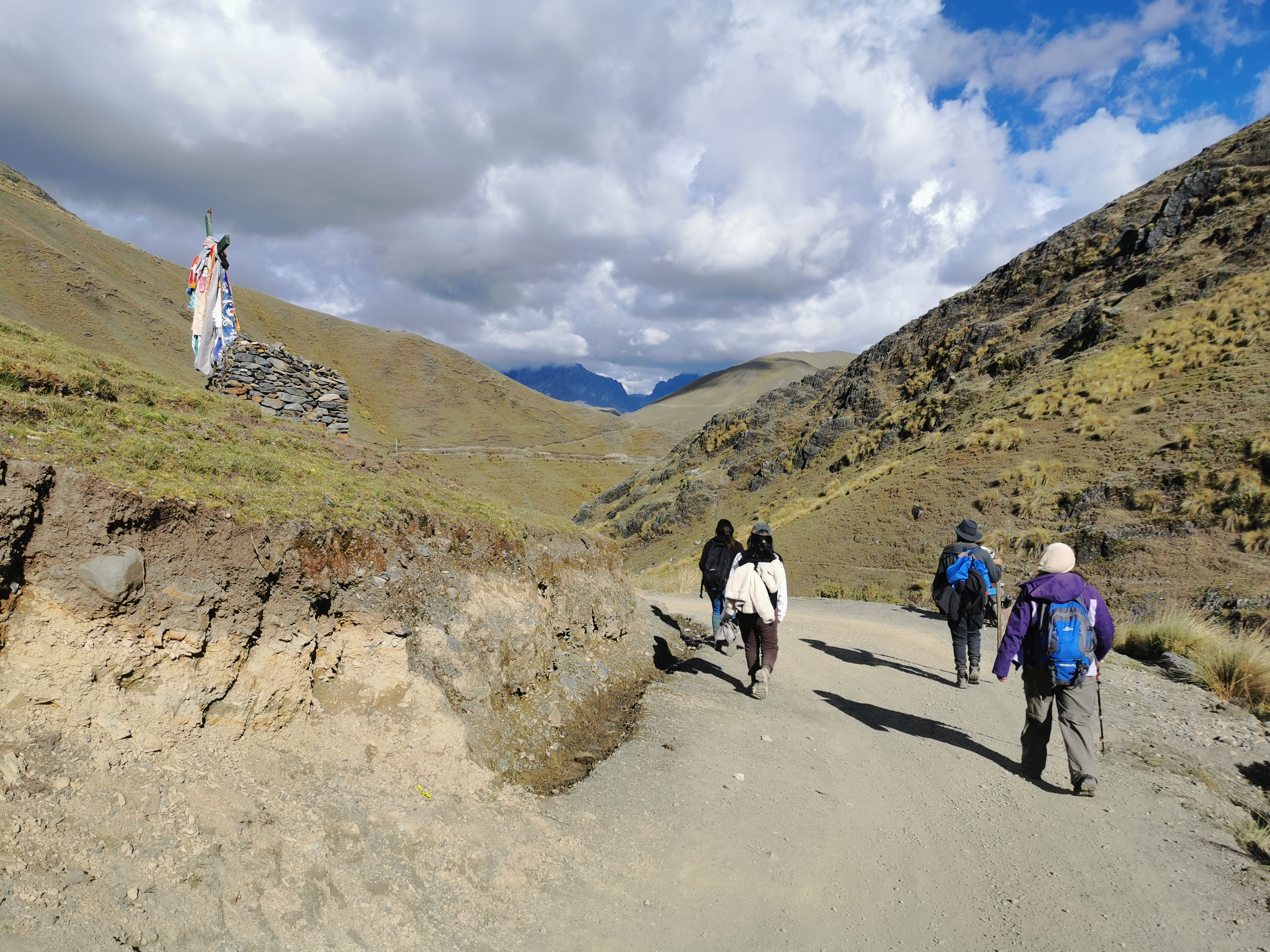
Cruz en el camino de peregrinación.

El Consejo de Naciones Peregrinas y la Hermandad del Señor de Quyllurit’i son quienes organizan las actividades de la peregrinación, estableciendo sus reglas y códigos de conducta.
La Hermandad del Señor de Qoylluriti, fue creada en los finales la década de 1940 con el fin de ordenar a los bailarines indígenas que peregrinaban al Santuario. Esta sufrió una reconfiguración en el año 2003, a pedido de los bailarines. Desde entonces La Hermandad del Señor de Quyllurit'i es constituida por ex danzantes con buena reputación propuestos por las naciones que peregrinan. Otro cambio importante que se dio el 2003 fue constitución del Consejo de Naciones Peregrinas (compuesto por ocho pablos caporales, 1 pablo caporal por nación) presidido por uno de ellos. Este Consejo se encarga de dirigir y ordenar a las comparsas.
De este modo la Hermandad se encarga de lo que concierne directamente al Sr. de Quyllurit'i dentro de la iglesia y el Consejo de Naciones de las prácticas de los danzantes y las actividades fuera de la iglesia.

Finalmente, del mantenimiento del orden se encargan los pablitos o pabluchas, personajes vestidos con prendas de alpaca que llevan máscaras de animales tejidas con lana.

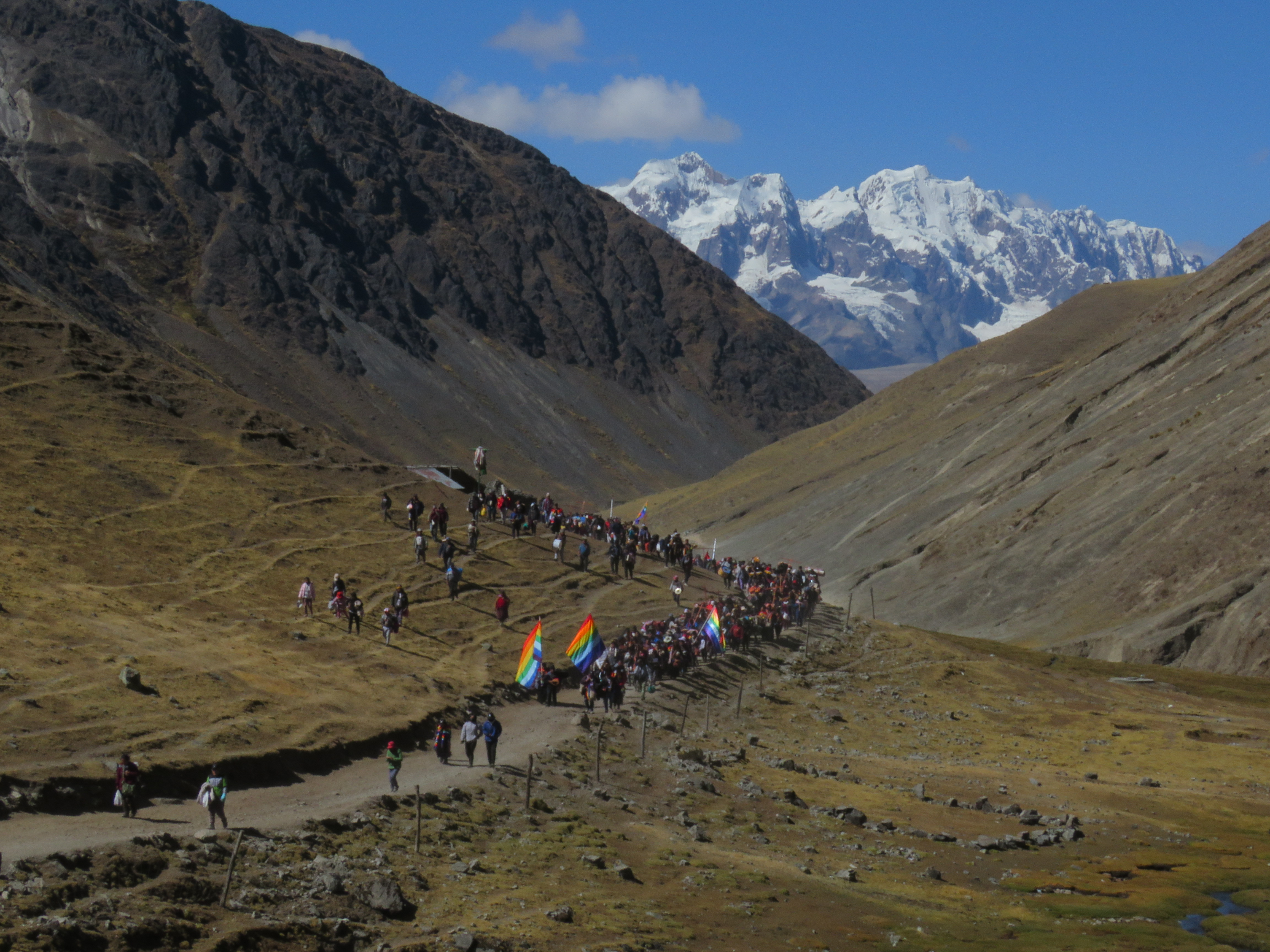
Fieles andando por el camino a Quyllurit'i.

## Festividad
Los preparativos empiezan el día de la Ascensión con la procesión del Señor de Qoyllurit’i desde su capilla en Mahuayani hasta su santuario en Cinajara. El primer miércoles después de Pentecostés, una segunda procesión lleva una estatua de Nuestra Señora de Fátima desde el santuario de Cinajara hasta una gruta cuesta arriba.
La mayoría de los peregrinos llegan el domingo de Trinidad que es cuando la eucaristía sale en procesión por el santuario; al siguiente día el Señor de Quyllurit’i es llevado en procesión a la gruta de la virgen y traído de vuelta. En la noche de este segundo día los elencos de danzantes bailan por turnos en el santuario. Al amanecer del tercer día, ukukus agrupados por naciones escalan los glaciares del monte Colquepunco para recoger cruces puestas en la cima, también traen consigo bloques de hielo que son considerados de tener cualidades medicinales (esto último sólo duró hasta 2007 a causa de la reducción de los glaciares andinos).